# Kasat
Kasat – miasto w Brunei, w dystrykcie Brunei-Muara.